# Мареничи
Мареничи (укр. Мареничі) — село,
Солонцовский сельский совет,
Миргородский район,
Полтавская область,
Украина.
Код КОАТУУ — 5323287704. Население по переписи 2001 года составляло 224 человека.
В Полтавском областном архиве имеются документы Успенской церкви местечка Сорочинцы к которой приписаны Мареничи
В списке населенных мест Полтавской губернии за 1862 год имеет № 2981 5 дворов 29 мужского и 26 женского пола, при колодцах
Село указано на трехверстовке Полтавской области. Военно-топографическая карта.1869 года как хутора Острижные

## Географическое положение
Село Мареничи находится в 4-х км от правого берега реки Псёл,
выше по течению на расстоянии в 7 км расположено село Великие Сорочинцы,
ниже по течению на расстоянии в 1,5 км расположено село Лейков (Великобагачанский район).
К селу примыкает большой лесной массив.

## Объекты социальной сферы
- Клуб.